# Hœnheim

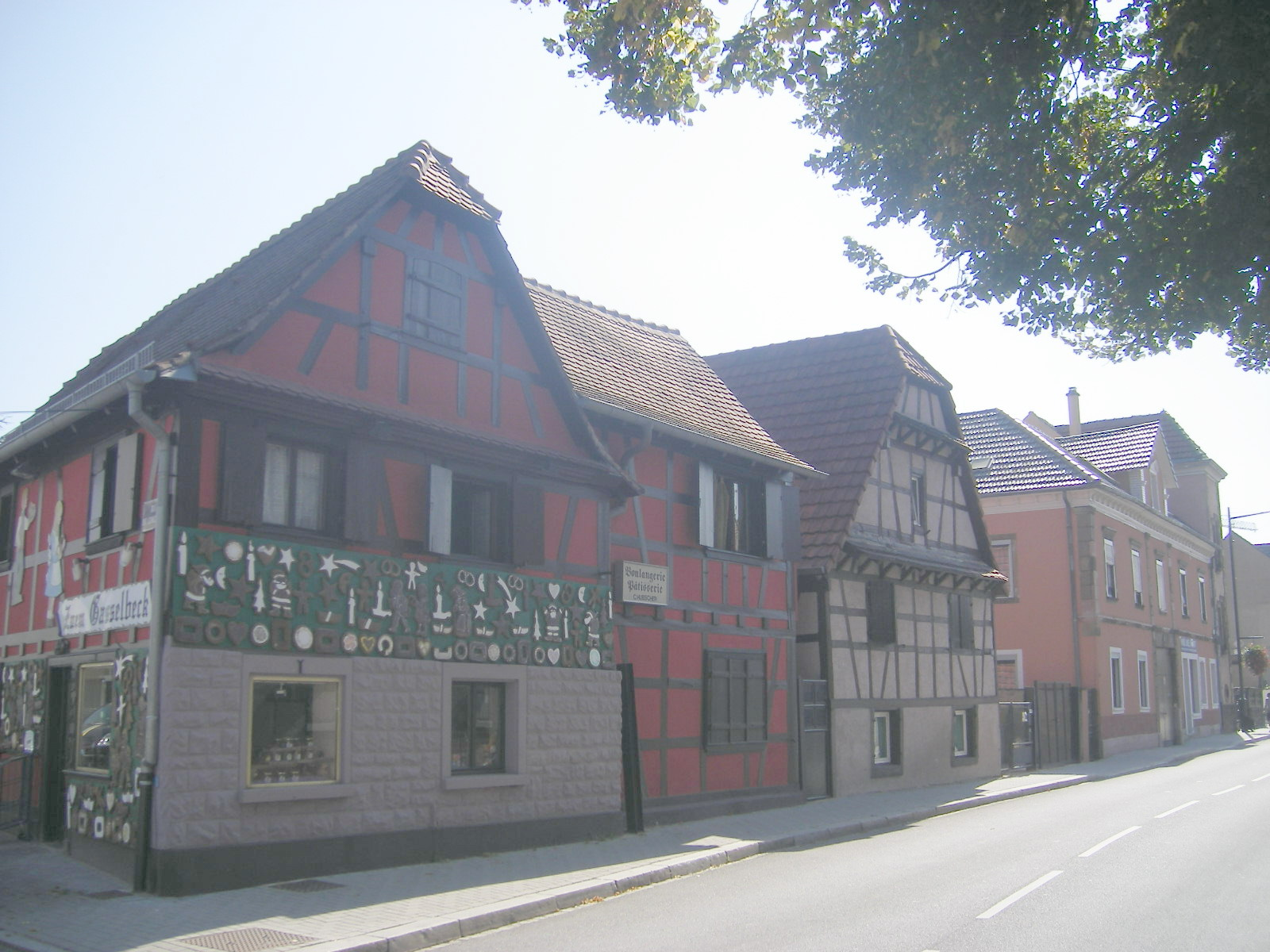
Alte Häuserzeile in Hœnheim

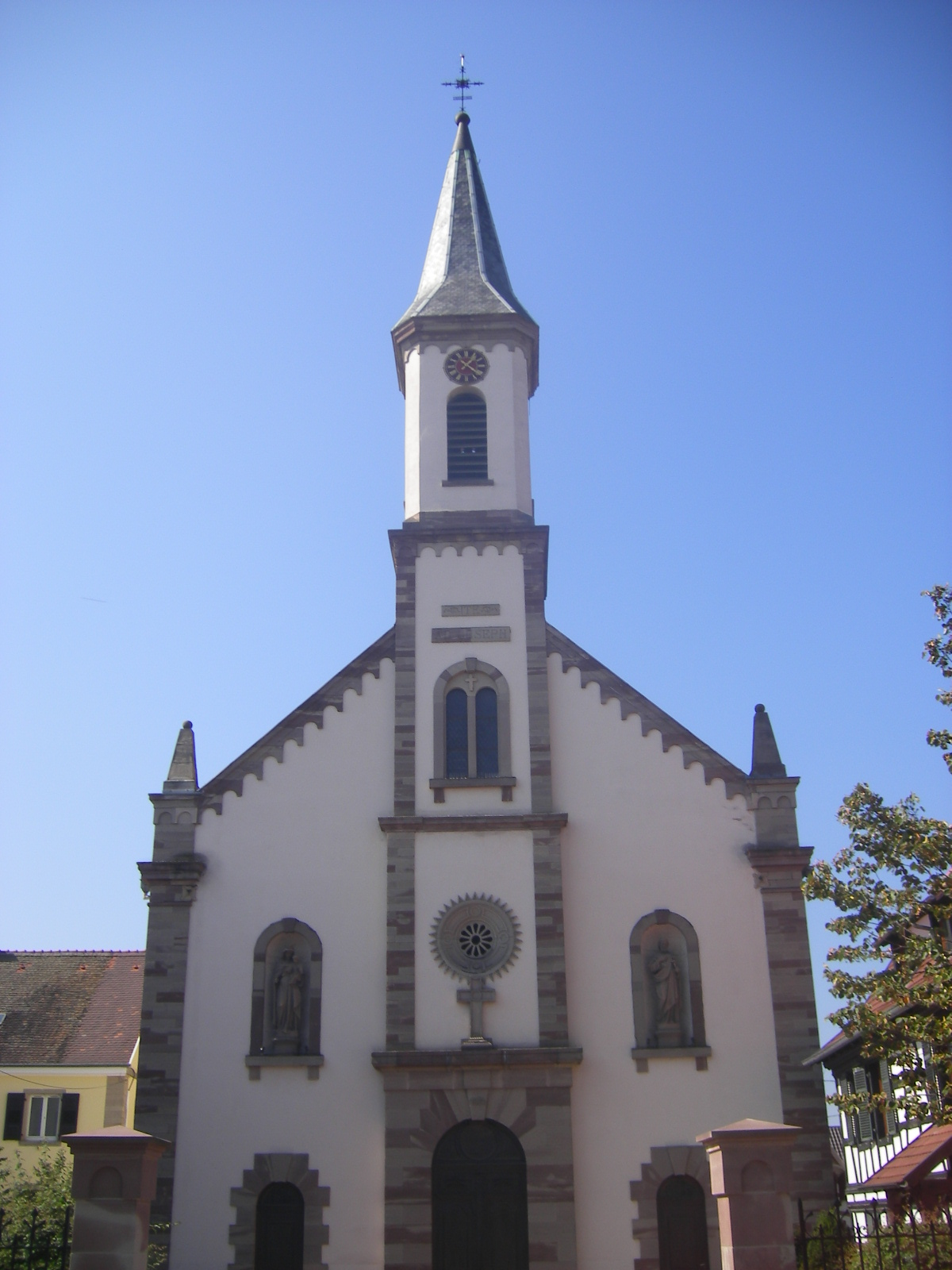
Kirche in Hœnheim

Hœnheim (auch Hoenheim, deutsch ursprünglich Hönheim) ist eine französische Kleinstadt mit 11.469 Einwohnern (Stand 1. Januar 2021) in der Region Grand Est im Département Bas-Rhin. Sie liegt im Arrondissement Strasbourg.

## Wappen
Blasonierung: D’or aux trois corbeaux de sable posés deux et un („auf goldenem Grund drei schwarze Raben auf Sand, zwei und einer“).
Die drei Raben stammen aus der Legende des Mönches Benedikt von Nursia, Vater der Mönchsregel der Benediktiner. Der heilige Benedikt lebte in einer ungastlichen, einsam gelegenen Grotte und teilte seine Eremitennahrung mit einem Raben, der ihn jeden Tag besuchte. Ein eifersüchtiger Priester sandte ihm vergiftetes Brot. Benedikt von Nursia gab es dem Raben und befahl ihm, es an einen für Menschen unzugänglichen Ort zu werfen.
Der Rabe wurde dadurch zum Zuvorkommenheits-, Intelligenz- und Treuesymbol.

## Geografie
Hœnheim liegt fünf Kilometer nördlich von Straßburg am Flüsschen Ill und am Canal de la Marne au Rhin.
Die Nachbargemeinden von Hœnheim sind (von Norden im Uhrzeigersinn): Souffelweyersheim, Reichstett, eine Enklave von Bischheim, eine Enklave von Schiltigheim sowie Bischheim. Hœnheim ist Mitglied der Eurométropole de Strasbourg.
Das historische Zentrum liegt auf einem Abhang, ausgehend von einem 144 Meter hohen Plateau, das sich zum Illufer, das durchschnittlich 135 Meter hoch liegt, hinabsenkt.
Der Name Hœnheim kommt von diesem historischen Zentrum, denn die erste Erwähnung nennt einen Ort namens Hohenheim oder Hönheim, mit anderen Worten Wohnsitz auf den Höhen.

## Geschichte
Vor Ort gefundene Überreste und Protokolle bestätigen die Existenz einer kleinen Siedlung auf dem Gebiet von Hœnheim seit der Steinzeit.
Erstmals urkundlich erwähnt wird „Hohenheim“ im Jahre 742 als Besitz des Klosters Weißenburg (TradWiz 002). Zwischen 750 und 802 erhält Otto, Bruder eines Grafen Udalrih, Güter in „Heinheim“ (Regnum Francorum online TAF 003, 010). 803 erfahren wir, dass auch das Kloster Fulda in „Heinhaim“ begütert ist (CDF 178). 884 bestätigt Kaiser Karl III. dem Kloster Honau, das vom Neffen der heiligen Odilie gegründet wurde, seinen Besitz in „Hohenheim“ (MGH DD KarIII., 101). Es gibt nur wenige Orte im Elsass, in denen drei verschiedene Klöster mit Gütern beschenkt wurden.
Unter dem Heiligen Römischen Reich wurde Hœnheim  Eigentum des Bistums Straßburg, das sein Gebiet Rittern oder religiösen Gemeinschaften zuteilte.
1350 wurde die Heilige Kapelle erstmals schriftlich erwähnt, die Johannes der Täufer gewidmet ist.
Während des Hundertjährigen Krieges fiel Hœnheim wie zahlreiche andere Dörfer den Écorcheurs zum Opfer, als sie vergeblich versuchten, Straßburg einzunehmen.
Das Gebiet ging dann nacheinander an verschiedene adelige Familien über und kam schließlich im Jahre 1457 zur Familie Uttenheim von Ramstein.
Im 16. Jahrhundert traten die Herren von Uttenheim, abgestoßen durch die Eskapaden des Klerus (Korruption, Handel der Nachgiebigkeit usw.) zur Reformation über und mit ihnen die Einwohner von Hœnheim.
Im Dreißigjährigen Krieg waren Hœnheim und Bischheim Opfer des Machtmissbrauchs der beiden Seiten.
Im Jahr 1649 kam das überwiegend protestantische Elsass durch den Westfälischen Frieden zum katholischen Frankreich.
1676 starb der letzte Herr von Uttenheim ohne Nachkommen. Ein Hinterlassenschaftsstreit führte 1681 zum Sieg der Familie Rathsamhausen von Stein über die Kanoniker des großen Kapitels von Straßburg. Im Jahre 1689 starb der letzte Vertreter der Hauptlinie von Rathsamhausen und das Gebiet von Hœnheim fiel an das Große Kapitel von Straßburg zurück. Der Bischof von Straßburg gab es am 21. Mai 1691 dem Ritter von Chamlay, dem Generalmarschall der Behausungen und Lager der französischen Armeen.
1719 starb der Marschall von Chamlay ohne Nachkommen. Der Bischof von Straßburg Kardinal Armand-Gaston de Rohan-Soubise, übermittelte das Gebiet der Familie Klinglin, die das volle Vertrauen der königlichen und lokalen Behörden hatte.
Die Familie Klinglin verlor ihr Gebiet 1790 bei der Abschaffung der Privilegien infolge der Französischen Revolution von 1789. Am 4. März 1790 wurde Hœnheim Teil des neuen Distrikts Strasbourg im neu geschaffenen Département Bas-Rhin. Im selben Jahr erfolgte auf Vorschlag der Gemeinde Schiltigheim die Teilung des Rieds (bis dahin öffentliche Weide von Souffelweyersheim, sowie Hœnheim, Bischheim, Adelshoffen und Schiltigheim). Die Teilung führte außerdem zu den Enklaven von Bischheim und Schiltigheim inmitten des Territoriums von Hœnheim. Am 2. Oktober 1791 wurden alle Kloster- und Klinglin-Güter durch die Gemeinde beschlagnahmt und an die Einwohner verkauft. 1792 begannen die ausgewanderten Royalisten, verbündet mit den österreichischen und preußischen Truppen, den Kampf um die Macht in Frankreich (→ Koalitionskriege). Von Oktober bis Dezember 1793 stabilisierten sich die Kämpfe zwischen den Truppen der französischen Republik und den austro-preußischen auf der Linie Hœnheim–Griesheim-sur-Souffel–Dingsheim, bevor die austro-preußischen Truppen im Januar 1794 über den Rhein zurückgedrängt wurden. 1793 wurde die Gemeinde Hœnheim Teil des Kantons Hausbergen.
Seit dem 17. Februar 1800 ist Hœnheim mit dem neuen Distrikt Straßburg verbunden.
Im Jahre 1813 endete Napoleons Russlandfeldzug mit einer Katastrophe. Es gelang ihm unter großen Anstrengungen nach Frankreich zurückzukehren, aber die Truppen der Koalition folgten ihm. Im Januar 1814 zogen sich die französischen Truppen vor den Angriffen der Kosaken nach Straßburg zurück. Die Kosaken richteten sich in Hœnheim, Bischheim und Schiltigheim ein. Napoleon wurde geschlagen und auf die Insel Elba verbannt. Aber seine Flucht bewirkte die Rückkehr der verbündeten Truppen, die sich soeben zurückgezogen hatten. Aufgrund der Niederlage von Waterloo schloss sich General Jean Rapp, der Kenntnis von den Absichten zur Annexion des Elsass hatte, Ludwig XVIII. an und kämpfte auf der Souffel, vor den Türen von Hœnheim. Am 28. und 29. Juni 1815 fand die Schlacht von Souffelweyersheim-Hœnheim statt und endete mit dem Sieg der Truppen der Koalition. Straßburg wurde am 9. Juli genommen.
1852 wurden zwei neue Verbindungswege eröffnet, die außerhalb des Dorfes durch das Territorium von Hoenheim führen. Der erste ist der Canal de la Marne au Rhin, der Vitry-le-François mit Straßburg verbindet. Der zweite ist die Eisenbahnlinie von Paris nach Straßburg.
Am 19. Juli 1870 begann der Deutsch-Französische Krieg. Am 7. August, am Tag nach der Schlacht von Froeschwiller-Woerth erreichten die deutschen Truppen Hœnheim. Sie besetzten Reichstett und begannen am 12. August mit der Belagerung von Straßburg. Am 27. September ergab sich Straßburg, durch die kontinuierlichen Bombardierungen zerstört. Der am 10. Mai 1871 unterzeichnete Friede von Frankfurt beendete den Krieg; als Kriegsentschädigung musste Frankreich die drei Départements an Rhein und Mosel abgeben, hieraus entstand das Reichsland Elsass-Lothringen.
Zwischen 1871 und 1919 war Hoenheim Teil des Kreises Straßburg (Land).
1875 wurde die Eisenbahnwerkstatt von Bischheim auf einer Fläche von 30 Hektar, davon 10 in Hoenheim, eröffnet. Diese Werkstätte befand sich an der neuen Eisenbahnlinie Straßburg – Lauterburg – Wörth verbindet.
Am 14. Oktober 1878 befuhr die erste Straßenbahn die Strecke Kléber (Straßburg)-Hoenheim.
Am 19. Juni 1879 wurde der erste Priester der katholischen Kirchengemeinde von Hoenheim in der neu erbauten Kirche von Hoenheim ernannt. Bis dahin gehörte Hoenheim zur Kirchengemeinde von Bischheim, die die Kirche von Bischheim mit der protestantischen Gemeinde teilte.
Im Jahre 1906 wird der Rangierbahnhof Hausbergen eröffnet. Er befindet sich auf dem Territorium mehrerer Gemeinden, darunter Hoenheim.
Im Jahre 1907 wurde der Pfarrer von Hoenheim, Dionysius Will, auf der Liste der Progressiven in den Reichstag gewählt, er hatte die Unterstützung der Sozialdemokraten.
Der Erste Weltkrieg verursachte in der Gemeinde keine Sachschäden, bewirkte aber den Tod zahlreicher Männer an der Front. Der Vertrag von Versailles von 1919 umfasste unter anderem die Rückgabe von Elsass-Lothringen an Frankreich. Am 28. Juni 1919 wurde der Kanton Bischheim-Hœnheim mit dem neuen Distrikt Straßburg-Land verbunden.
Am 2. September 1939 wurden die Einwohner der Gemeinden vor der Maginot-Linie evakuiert, die Einwohner von Hœnheim, Bischheim und Schiltigheim wurden in Richtung des Tales der Bruche nach Niederhaslach umgesiedelt. Nur ein Rathaussekretär und einige Feuerwehrmänner blieben vor Ort. Am 3. September 1939 erklärten das Vereinigte Königreich, Australien, Neuseeland und Frankreich dem Deutschen Reich den Krieg. Am 9. September wurden die Einwohner von Hœnheim auf fünf Gemeinden im Département Haute-Vienne verteilt, die sie im August 1940 wieder verließen, um ins Elsass zurückzukehren, das von Nazi-Deutschland annektiert worden war. 1940 wurden die im Ort verbliebenen jüdischen Einwohner nach Südfrankreich abgeschoben und von dort später zumeist „in den Osten“ deportiert. Unter der deutschen Besatzung war Hœnheim bis zum Jahre 1945 administrativ mit Groß-Straßburg verbunden.
Am 27. Mai, 11. August und 25. September 1944 bombardierten die Alliierten Straßburg und seine Vororte: Die Junkers-Fabrik Meinau, die Eisenbahnwerkstätten von Bischheim und den Rangierbahnhof Hausbergen. Am 23. November wurde Straßburg durch die 2. französische Panzerdivision von Generalmajor Leclerc befreit, der den lokalen FFI die Befreiung der Vororte überließ. Hœnheim und seine Umgebung blieben bis April 1945 Ziel des Beschusses der deutschen Artillerie.
Der 1. Mai 1960 war der Tag der letzten Fahrt der Straßenbahn, die durch Busse ersetzt wurde. Durch Gesetz von 1966 wurde die Communauté Urbaine de Strasbourg gegründet und Hœnheim ein Teil davon. Im Jahre 1969 zwang der Zusammensturz der Fassade der Heiligen Kapelle die protestantische Kirchengemeinde, neue Gebetsräume zu suchen. 1970 wurde der Bau der Autobahn A34 Metz-Straßburg vollendet, später wurde diese durch die A4, die Paris mit Straßburg verbindet, ersetzt. Sie verläuft entlang des Rangierbahnhofs Hausbergen. Im Jahre 1978 eröffnete die protestantische Kirchengemeinde von Hœnheim ihre neue Kirche. Sie überließ die erneuerte Heilige Kapelle den Christen rumänischen orthodoxen Ritus.
Während der 1990er Jahre wurden von der Communauté Urbaine de Strasbourg wurde ein neues Straßenbahnnetz gebaut,  im Jahre 2000 wurde die neue Endhaltestelle Hœnheim Gare an der Eisenbahnlinie Strasbourg-Lauterbourg erreicht.

### Bevölkerungsentwicklung
| Jahr      | 1962 | 1968 | 1975 | 1982   | 1990   | 1999   | 2006   | 2019   |
| Einwohner | 3787 | 4505 | 8589 | 10.432 | 10.566 | 10.726 | 10.616 | 11.304 |

## Sehenswürdigkeiten

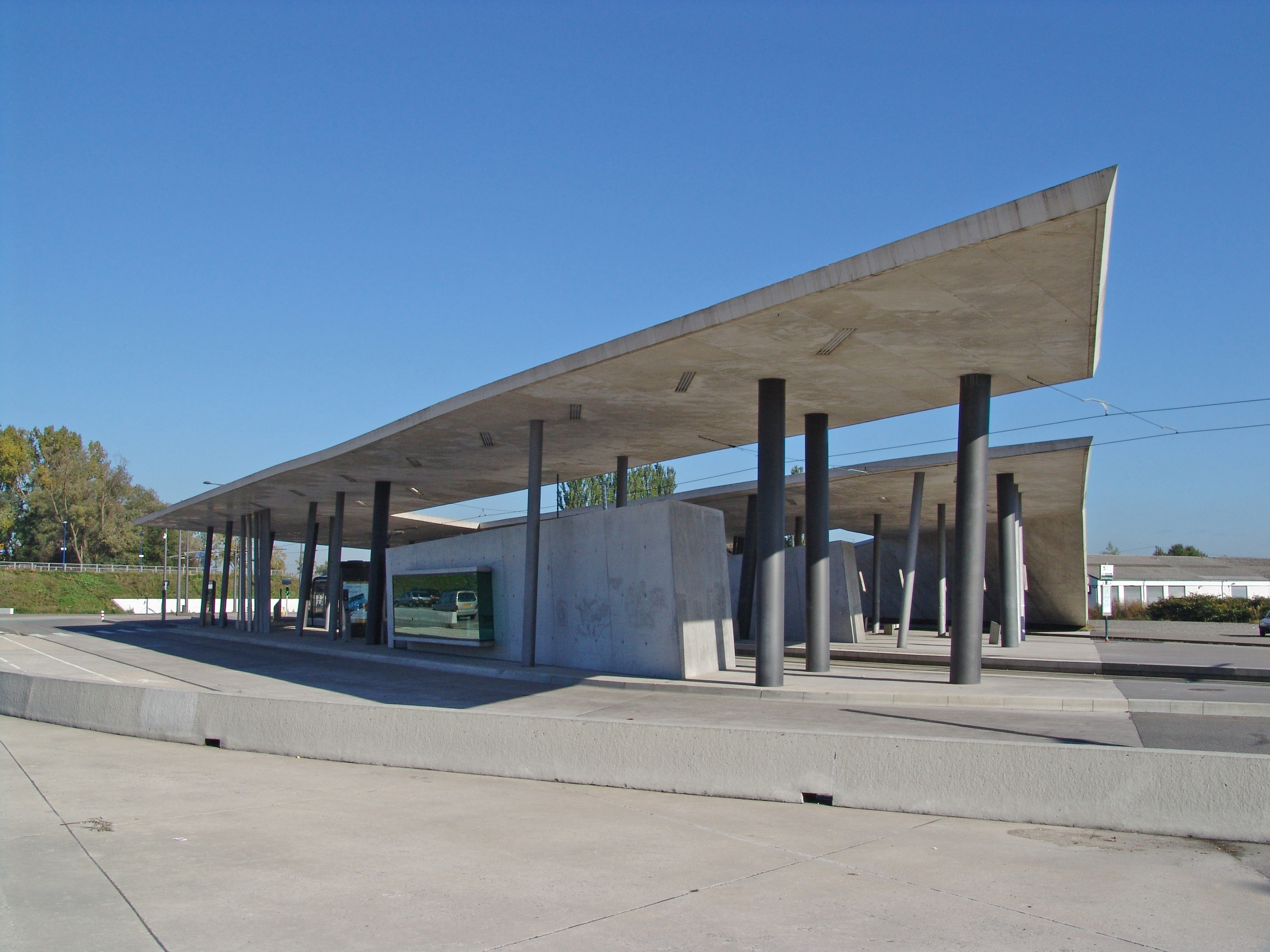
Endhaltestelle der Straßenbahn

- Die Heilige Kapelle neben dem Rathaus, deren Gründung im 17. Jahrhundert erfolgte. Ihr viereckiger Turm mit drei Stockwerken schützt das Herz, das nach altem Brauch nach Osten ausgerichtet wurde. Leider wäre ein nach dem Einsturz der Fassade im Jahre 1969 ein völliger Neuaufbau des Gebäudes notwendig.
- Die Endhaltestelle der Straßenbahn von Straßburg, eröffnet 2000 (Architektin: Zaha Hadid, 2003 ausgezeichnet mit dem Mies van der Rohe Award for European Architecture)